# Liger
Liger je križanec med samcem leva (Panthera leo) in samico tigra (Panthera tigris). Tako ima hibrid starše istega rodu, a različnih vrst. Liger je največja živeča znana mačka. Križanec med levinjo in samcem tigra se imenuje tigon.